# Большеверейское сельское поселение
Большеверейское сельское поселение — сельское поселение в Рамонском районе Воронежской области.
Административный центр — село Большая Верейка, расположено в 48 км от рабочего посёлка Рамонь.

## География
Муниципальное образование расположено в северо-западной части района, на правобережье Дона. Граничит на севере — с Ломовским сельскими поселением, на востоке — с Липецкой областью и Скляевьским сельским поселением, на юге — с Чистоплянским сельским поселением, на западе — с Сомовским и Павловским сельскими поселениями.

## Населённые пункты
В состав поселения входят:
- село Большая Верейка,
- посёлок Архангельское,
- село Каверье,
- посёлок Пчельное.

## Экономика
На территории Большеверейского сельского поселения расположены следующие предприятия, организации и учреждения: КФХ «Черноземье»; ООО «Большая Верейка»; ООО «Виктория»; КФХ «Салимат»; КФХ «Тухум»; КФХ «Созвездие»; КФХ ИП «Воронцов В.Г»; КФХ «Добрая Надежда»; КФХ ИП Голышев.
Сельское хозяйство так же является одной из отраслей экономики Большеверейского сельского поселения.

## Социальная сфера

### Образование
На территории Большеверейского сельского поселения в селе Большая Верейка функционирует общеобразовательная школа емкостью 300 человек, которую посещают 58 детей. Дошкольные детские учреждения и детские внешкольные учреждения на территории поселения отсутствуют.

### Здравоохранение
На территории Большеверейского сельского поселения располагается аптека, а в селе Большая Верейка находится фельдшерско-акушерский пункт.

## Население
| 2010 | 2012 | 2013 | 2014 | 2015 | 2016 | 2017 |
| ---- | ---- | ---- | ---- | ---- | ---- | ---- |
| 931  | ↘916 | ↘880 | ↘853 | ↘810 | →810 | ↘794 |
| 2018 |      |      |      |      |      |      |
| ↘777 |      |      |      |      |      |      |